# Rio Hăşcuţa
O Rio Hăşcuţa é um rio da Romênia, afluente do Haşca, localizado no distrito de Neamţ.